# ATP St. Pölten 2003
L'ATP St. Pölten 2003, noto come International Raiffeisen Grand Prix St. Polten per motivi di sponsorizzazione, è stato un torneo professionistico maschile di tennis giocato sulla terra rossa. È stata la 23ª edizione del torneo, la quattordicesima inserita nell'ATP Tour, faceva parte della categoria International Series e si è svolta nell'ambito dell'ATP Tour 2003. Si è giocato dal 19 al 25 maggio 2003 allo Sportzentrum Niederösterreich di Sankt Pölten, in Austria.
È stata la decima edizione di questo torneo giocata a Sankt Pölten, le prime nove edizioni si erano svolte a Bari, le tre iniziali facevano parte delle Challenger Series e le sei successive erano state poste sotto l'egida del Grand Prix. Prima di approdare a Sankt Pölten, il torneo era quindi stato trasferito per quattro edizioni a Genova, dove per la prima volta è stato inserito nell'ATP Tour.

## Campioni

### Singolare
Andy Roddick ha battuto in finale  Nikolaj Davydenko con il punteggio di 6–3, 6–2

### Doppio
Simon Aspelin /  Massimo Bertolini hanno battuto in finale  Sargis Sargsian /  Nenad Zimonjić con il punteggio di 6–4, 6–7, 6–3